# 須田悦弘
須田 悦弘（すだ よしひろ）は、日本の作曲家、編曲家、キーボーディスト。埼玉県出身。

## 概要
作曲家としてアーティスト、アニメ、アイドルなどへの楽曲提供や、テレビ番組のテーマ曲やBGM制作、舞台音楽などを手がける。自身のオリジナルバンド”Recezza.(リセッツァ)”でジャズ・フュージョン系の作曲も行う。ペンネーム「岡村郁二郎」名義での活動も行っていた。特定非営利活動法人ミュージックプランツで、主に音楽理論の講師を務める。川田晴久は大叔父にあたる。

## 楽曲提供
- ゲーム IDOL CONNECT ‐memorial Disc‐キミが一度 笑うなら、千回わたしは歌うんだ
- 羽田千乃 CV.本渡楓 Colorful gift（作曲・編曲）
- 古風楓 CV.大森日雅 Twilight Zone（作曲・編曲）

Flower
- とても深いグリーン（作曲）

Do As Infinity
- 生まれゆくものたちへ（作曲）
- Let's get together at a-nation（作曲）
- 1176時間（作曲）

渡辺麻友
- シンクロときめき（作曲・編曲）　岡村郁二郎名義

SKE48
- 声がかすれるくらい（作曲・編曲）

神のみぞ知り隊
- コイノシルシ（作曲）
- アイノヨカン（作曲）

榊原ゆい
- にゃんだふる!（作曲）

中村繪里子
- Rocket Smile（作曲・編曲）テレビ東京”アニメまして”エンディング曲
- CRIMSON（作曲・編曲）
- Rustic Smile（作曲・編曲）
- Jewelry Smile（作曲・編曲）
- Missing（作曲・編曲）

今井麻美
- 無限旋律（作曲）ゲーム”英雄戦姫”オープニングテーマ曲

いとうかなこ
- Another Heaven（作曲）
  - ゲーム”Steins;Gate”エンディングテーマ曲
- 楽園のホログラム（作曲）
  - ゲーム”STEINS;GATE 線形拘束のフェノグラム”エンディングテーマ曲
- キズナの結晶（作曲）
- キズナノミライ（作曲）

洲崎西
- Smile⭐︎Revolusion（作曲・編曲）
  - TOKYO MX”洲崎西 The Animation”オープニングテーマ曲
- Destination（作曲・編曲）
- 10年後に愛を届けよう（作詞・作曲・編曲）
- G.F.Y.D（作詞・作曲・編曲）
- 弱虫コンプレックス（作曲・編曲）
- New Horizon（作曲・編曲）
- タイムマシン（作曲・編曲）
- Blessing the sky（作曲・編曲）

日笠陽子
- 水曜日のサンデー（作曲）テレビ東京”ハヤテのごとく!”エンディングテーマ曲

原由実
- Spiral moment（作曲・編曲）

堀江由衣
- 伝えられない言葉（作曲）
- えいえんの丘（作曲）

野中藍
- ひとりぼっち（作曲）

可憐GUY’s
- ALIVE（作曲）

コープスパーティー
- Sparrow Kiss（作曲）
- Lady Go!（作曲）

植田佳奈
- Ring a Bell（作曲）

2B PENCILS
- Special Memory（作曲）

白石涼子
- 泣けちゃうほど せつないけど（編曲）
- ブルーウォーター（編曲）

内田さんと浅倉さん
- Crystal illusion（作曲・編曲）

あどりぶ
- 友愛Dilemma（作詞・作曲・編曲）

彩月貴央
- FAITH（作曲・編曲）

テニスの王子様
- Jewel in my heart（作曲・編曲）
- Blazing Shine（作曲・編曲）

えのぐ
- えのぐ（作曲・編曲）

超ときめき♡宣伝部
- ジャンケンポン（作曲・編曲）

わーすた
- 遮二無二 生きる!（鈴木まなかと共作曲）

### テレビ番組
日本テレビ
- ”食は知恵なり”テーマ曲”Brize Douce”

TOKYO MX
- ”洲崎西 The Animation”劇版

### 舞台
- 新春滝沢革命（滝沢秀明）
- Short But Sweet（山下智久）
- Jumpコンサート（Hey! Say! JUMP）
- 大阪松竹座 夏特別公演（関西ジャニーズJr.）
- ココロノカケラ（鈴木亜美他）

### ドラマCD
- 世界の終わりの世界録
- 銀のニーナ
- 姫さま狸の恋算用
- 変女
- 恐竜少女ガウ子
- 下北沢南高等学校放送文化部